# ヴォイチェフ・リソフスキ
ヴォイチェフ・リソフスキ（Wojciech Lisowski 、1992年2月10日 - ）は、ポーランド・スタルガルト出身のプロサッカー選手。エクストラクラサ・ポゴニ・シュチェチン所属。ポジションは、ディフェンダー（センターバック）。

## タイトル
ピアスト・グリヴィツェ
- Iリガ: 2011-12[2]

スタル・ミエレツ
- Iリガ: 2019-20[3]